# Comuna Bukowina Tatrzańska
Comuna Bukowina Tatrzańska este situată în Voievodatul Polonia Mică, Polonia. Suprafața comunei este de 131,84 km², iar pe teritoriul ei locuiesc 12.274 de persoane (2004). 